# Monet-Goyon L5A
Pour les articles homonymes, voir L5A.
La Monet-Goyon L5A est une moto militaire utilisée par les forces armées françaises à partir des années 1930.

## Historique
Présentée en version side-car pour essais en octobre 1935, la L5A est appréciée par la commission d'expériences du matériel automobile de Vincennes. Le premier marché de commandes militaires est approuvé en septembre 1936. L'Armée de terre reçoit 494 side-cars livrés en 1937 et l'Armée de l'air 150 livrés en 1938.
Après le début de la Seconde Guerre mondiale, l'Armée est en manque de motos et Monet-Goyon propose un modèle amélioré, le L5A1. Testé à Vincennes entre décembre 1939 et janvier 1940, ce nouveau modèle est jugé paradoxalement inférieur au L5A. Monet-Goyon corrige donc ses modèles en cours de production. 500 motos solos L5A1 sont livrées entre mars et mai 1940 et environ 300 L5A1 side-cars sont également produites. Ces dernières sont principalement en service dans l'Armée d'armistice.
En juin 1940, Monet-Goyon présente une version améliorée L5A2, qui n'est pas produite en série.
Après-guerre, la Gendarmerie reçoit également des L5A1 solos. L'Armée continue d'utiliser les L5A1 jusque dans les années 1950.